# Ilario di Poitiers
Ilario di Poitiers (Poitiers, 310 circa – Poitiers, 367) è stato un vescovo e teologo romano; fu Vescovo di Pictavium (l'attuale Poitiers), teologo, filosofo e scrittore. È venerato come santo dalla Chiesa cattolica, dalla Chiesa ortodossa e dalla Comunione anglicana ed è stato proclamato Dottore della Chiesa. È patrono della città di Parma e del paese di Nus.

## Biografia
Proveniente da una famiglia aristocratica gallo-romana, Ilario fu subito attratto dalla filosofia. Era sposato e padre di una bambina di nome Abra, quando i religiosi della sua comunità lo acclamarono vescovo di Pictavium (attuale Poitiers) nel 353. Prese sotto la propria protezione Martino, futuro vescovo di Tours.
Ancora poco addentro ai problemi della fede, scoprì solo nel 354 il simbolo di Nicea. Fu presente al sinodo di Béziers nel 356, a seguito del quale fu mandato in esilio in Frigia dall'imperatore Costanzo II. Nei cinque anni seguenti ebbe modo di approfondire il pensiero dei padri orientali, e scrisse la sua opera più famosa Sulla Trinità (De Trinitate).
Del periodo immediatmente successivo all'esilio, Venanzio Fortunato riporta un episodio abbastanza singolare: durante l'esilio Ilario aveva saputo che la figlia Abra, rimasta in patria, aveva un pretendente e il padre la invitò a non sposarsi perché lui le aveva già trovato uno sposo migliore. Tornato dall'esilio, Ilario le disse che quello sposo era Cristo e pregò incessantemente giorno e notte finché la figlia non ascese al cielo (morì).
Partecipò al concilio di Seleucia in Isauria nel 359, dove ottenne l'unità tra i sostenitori del simbolo di Nicea e chi sosteneva che il Cristo era simile nella sostanza al Padre.

## Culto
La Chiesa cattolica e quella anglicana lo ricordano il 13 gennaio, suo dies natalis, ma fu iscritto nel Martirologio romano alla data del 14 gennaio, data ancora onorata nella messa tridentina. Fu proclamato dottore della Chiesa dal papa Pio IX nel 1851.
Il culto di Ilario di Poitiers fu particolarmente popolare nella sua città natale, tanto che Calvino ricordava come in Poitiers fossero venerati due corpi del santo, di cui uno distrutto nel 1562 dagli Ugonotti; altri corpi erano mostrati già nel Medioevo a Le Puy-en-Velay e Wallers, mentre parti dello stesso a Reims, Parma e Toledo.

## Opere
Di Ilario si sono conservati alcuni scritti esegetici e teologici e alcuni inni.

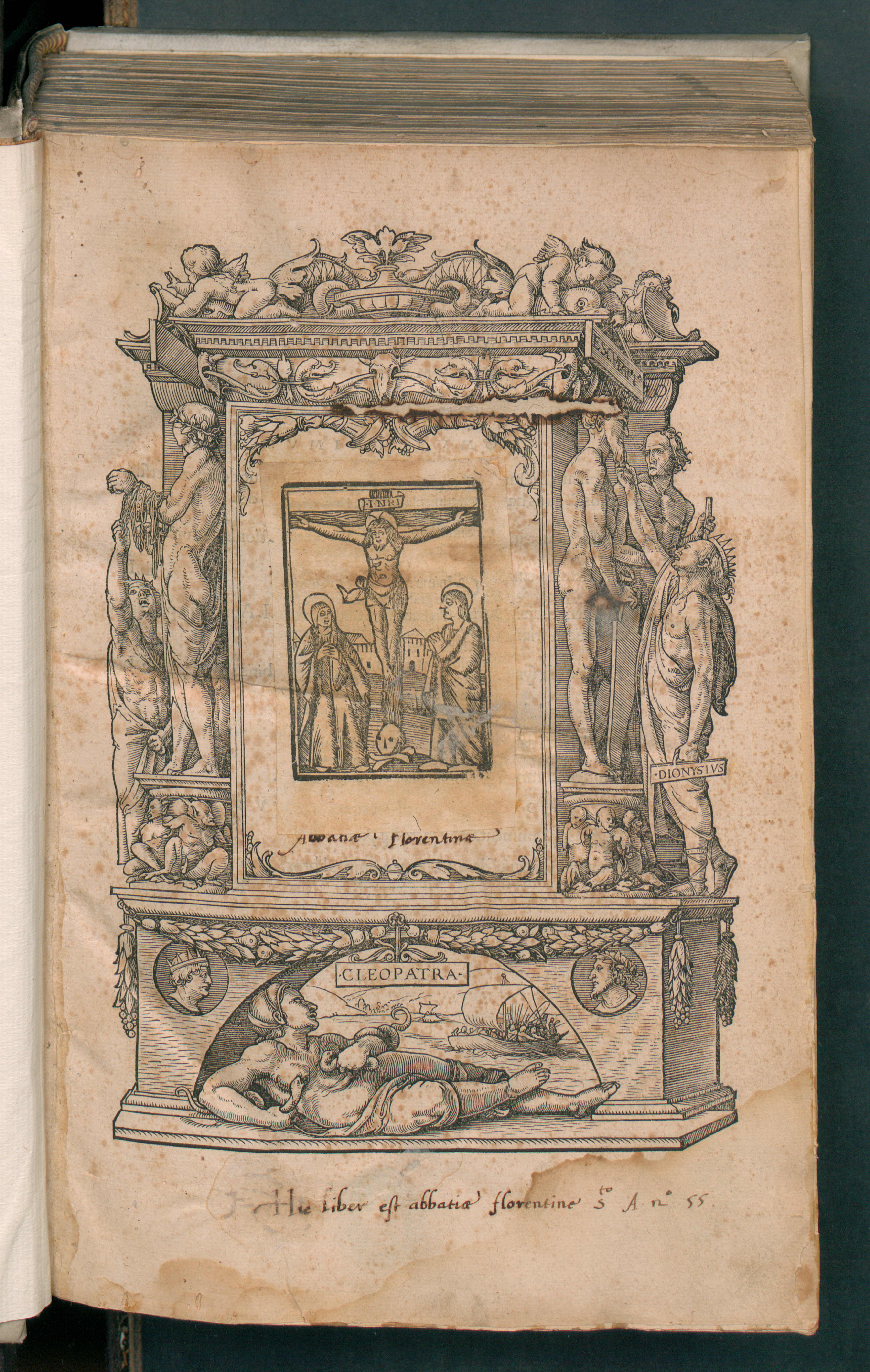
Opera omnia, 1523

- De Trinitate dove difende la consustanzialità del "Figlio" con il "Padre", in opposizione all'idea ariana. Questa opera, basata su fonti greche, resta originale nel mondo latino. Sostiene che Dio e l'uomo, creato a Sua immagine e somiglianza, siano relazione: la relazione non è la semplice somma delle persone che vi partecipano, ma diventa realtà a sé stante, terza persona della Trinità identificata con lo Spirito Santo, che è la relazione di amore tra il Padre e il Figlio.[3]
- Hymni, ritrovati nel 1887, di argomento dottrinale.

Altre opere:
- Fragmenta historica
- Contra Arianos vel Auxentium Mediolanensem
- Contra Constantium Augustum
- Adversus Valentem et Ursacium
- Commentarius in Evangelium Matthaei
- Tractatus super Psalmos (opera molto influenzata da Origene).
- De Synodis
- De mysteriis

Le sue opere furono pubblicate da Erasmo da Rotterdam a Basilea nel 1523, 1526 e 1528.